# Virga

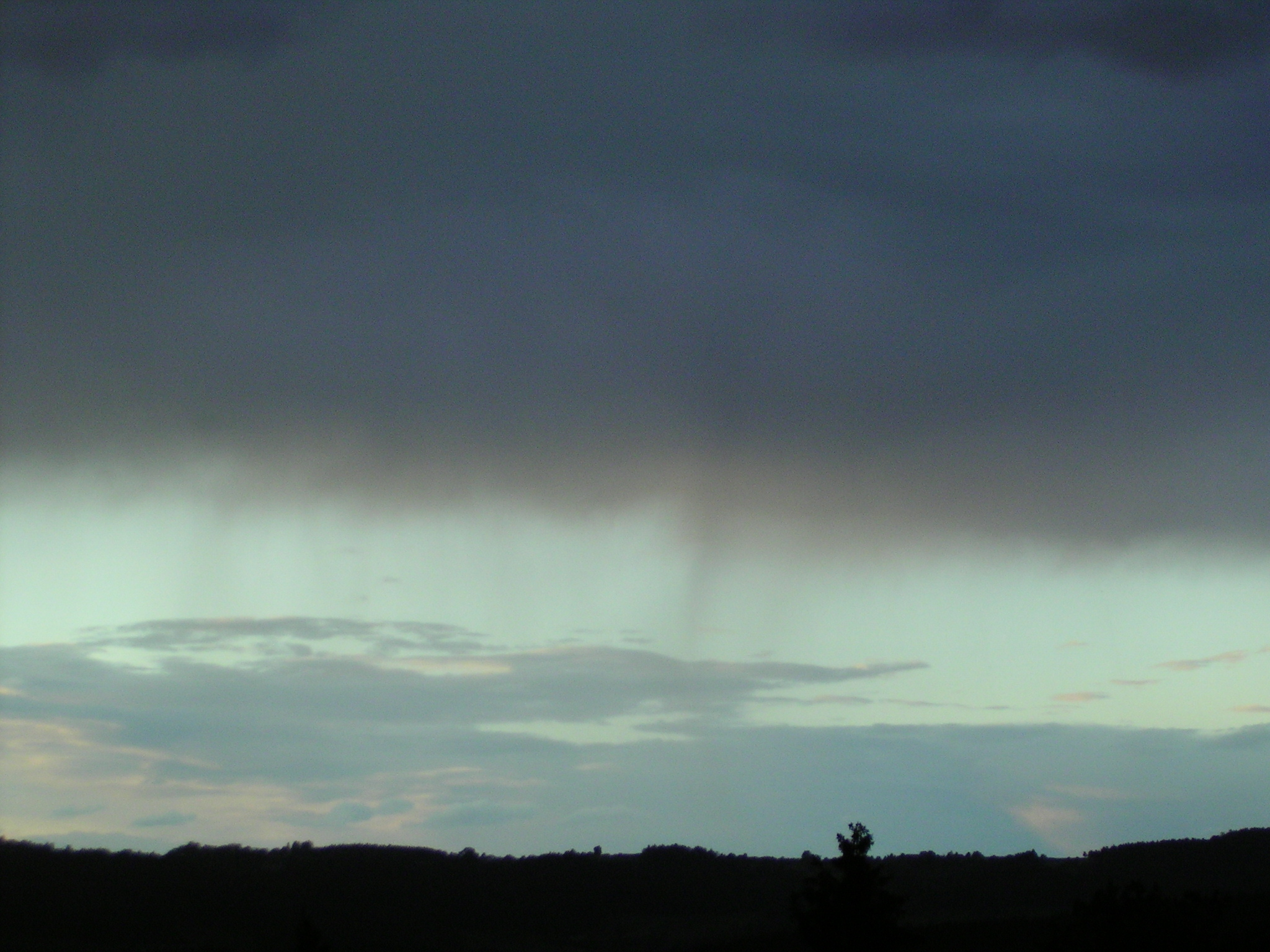
Một virga từ một đám mây vũ tầng

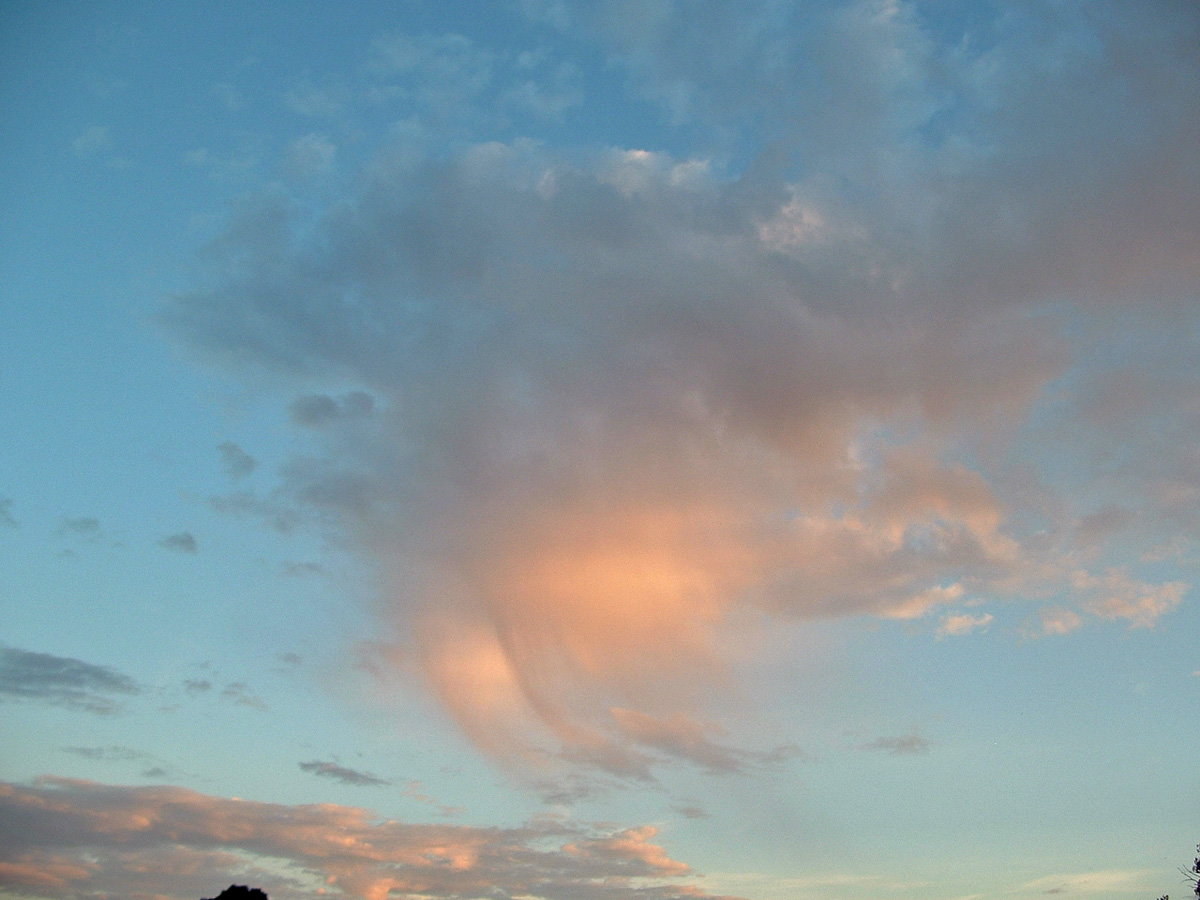
Virga rủ xuống từ đám mây trung tích

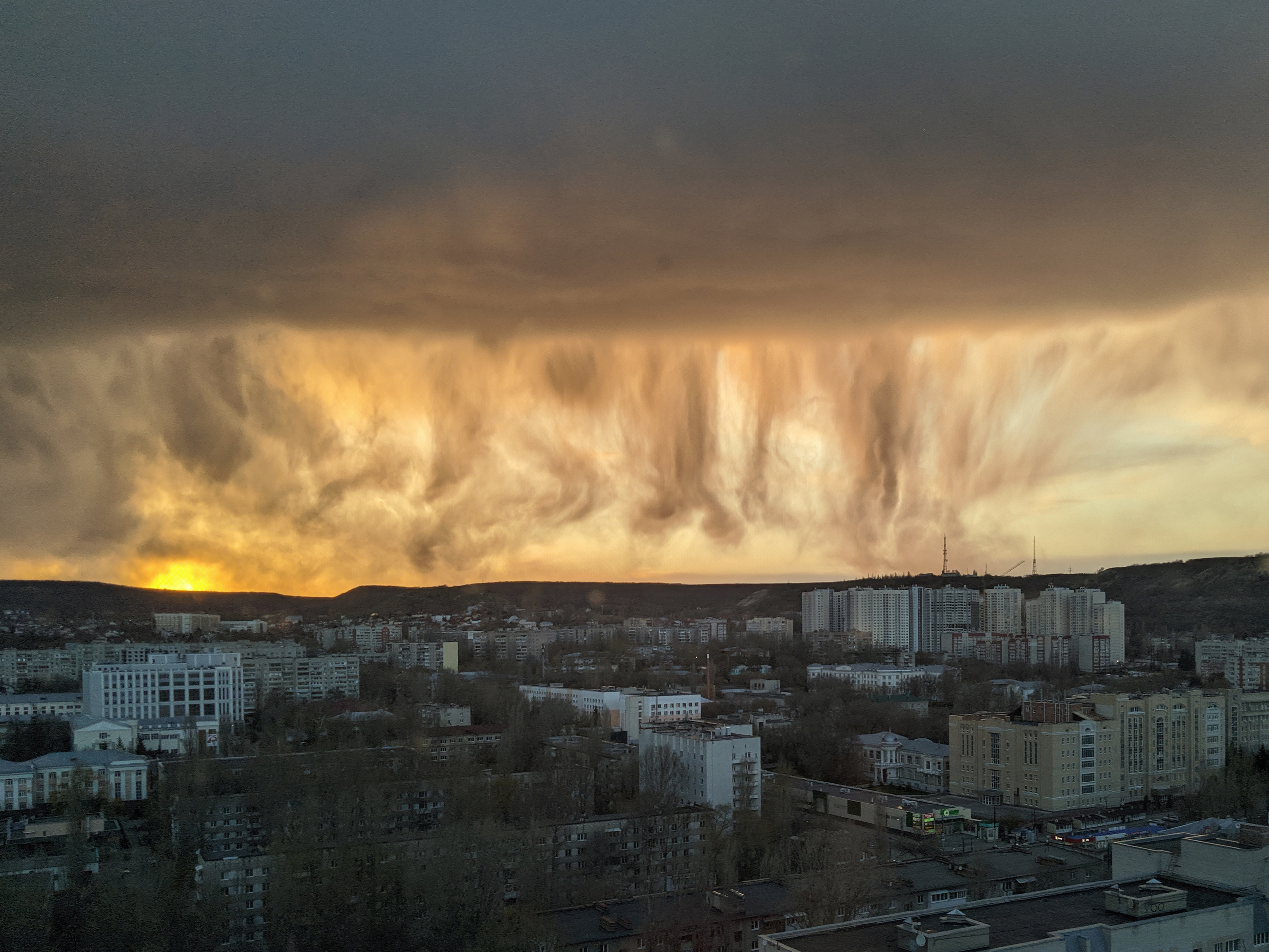
Virga trong lúc Mặt Trời lặn

Trong khí tượng học, virga là một vệt mưa, tuyết, hay bất kỳ loại giáng thủy nào được quan sát thấy rơi xuống từ đám mây nhưng bị bốc hơi hoặc thăng hoa trước khi chạm tới mặt đất. Một cột giáng thủy rơi tới được mặt đất mà không bị bốc hơi được gọi là cột giáng thủy. Ở trên độ cao lớn lượng giáng thủy rơi xuống chủ yếu ở dạng tinh thể băng trước khi nóng chảy và cuối cùng bị bay hơi; điều này thường là do sự làm nóng nén trong không khí do áp suất tăng lên khi càng gần mặt đất. Các loại mây giáng thủy đều có khả năng gây ra virga bất kể độ cao của chúng. Hiện tượng này rất phổ biến ở các khí hậu sa mạc và ôn hòa, những nơi có độ ẩm thấp và nhiệt độ cao gần mặt đất. Ở Bắc Mỹ, virga thường thấy ở miền Tây Hoa Kỳ và vùng đồng cỏ của Canada. Nó cũng rất phổ biến ở Trung Đông, Úc, và Bắc Phi.

## Từ nguyên
Từ này có nguồn gốc từ tiếng Latinh virga, nghĩa là "que, cọc, nhánh, chồi."

## Sự hình thành

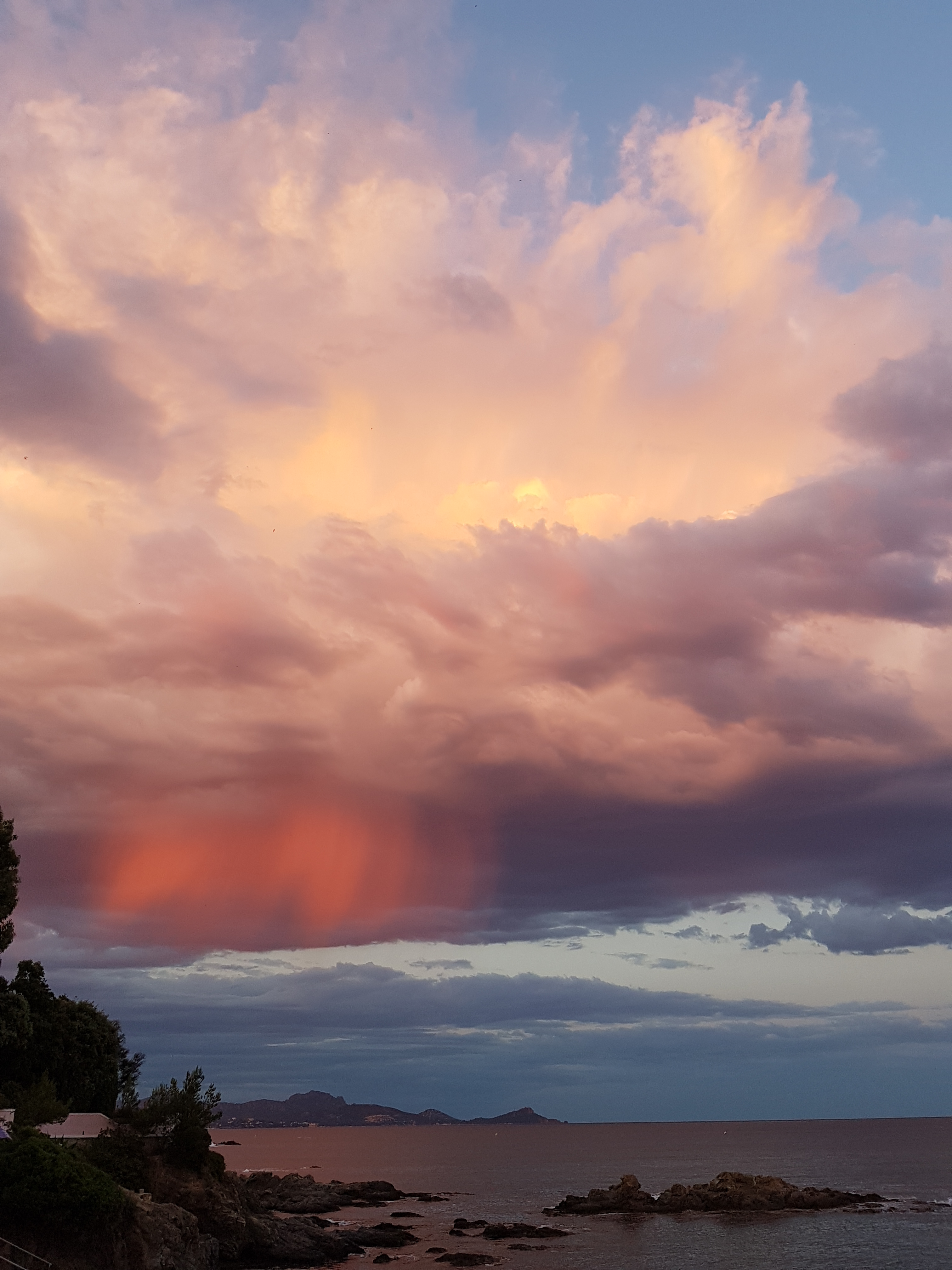
Virga bên dưới một đám mây tích dạng tháp, được chiếu bởi ánh sáng Mặt Trời lặn trên vùng biển.

Lớp ngoài cùng của lượng giáng thủy rơi xuống từ một đám mây trong không khí không bão hòa, do đó không ở trong trạng thái cân bằng áp suất hơi nước riêng phần so với không khí xung quanh và đang dần mất đi các phân tử. Bởi sự biến mất của giáng thủy xảy ra dần dần bên dưới đám mây và từ bên ngoài (không bão hòa) vào bên trong tới trục của nó (không bão hòa), vệt bị ép thành một hình nón. Do tác động của gió đứt bên dưới đám mây và sự biến thiên vận tốc rơi cuối theo đường kính của hạt hay tinh thể nước, vệt hình nón biến dạng thành hình phễu cong, trở thành virga.
Do nó bắt nguồn khi lượng giáng thủy rơi trong không khí không bão hòa, hiện tượng này thường xảy ra bên dưới những đám mây có đáy cao và đặc biệt là ở những khu vực có độ ẩm tương đối thấp. Lượng giáng thủy bên dưới đám mây càng lớn, độ cao của đám mây phải càng cao và độ ẩm tương đối phải càng thấp. Ở những vùng biển khơi, vì vậy, virga chỉ xảy ra chủ yếu với các đám mây có chiều dày thẳng đứng thấp và ít nhiều cô lập, chẳng hạn, dưới các đám mây tích dạng tháp. Ở trên vùng lục địa khô, chẳng hạn vùng Đại bình nguyên Bắc Mỹ hay vùng Trung Đông, chúng rất thường xuyên xảy ra, ngay cả bên dưới các đám mây dông hay mây vũ tích.
Tuy nhiên, đợt giáng thủy đầu tiên tới từ một frông ấm ở bất kỳ đâu trên toàn cầu sẽ rơi xuống từ một đám mây vũ tầng và bắt đầu dưới dạng virga do không khí vẫn còn khô ở lớp bên dưới. Khi frông tiếp cận và không khí này trở nên ẩm hơn, phần đáy của virga dần hạ xuống mặt đất, và khi chạm tới được mặt đất sẽ trở thành mưa hoặc tuyết.
Virga cũng rất phổ biến bên dưới các đám mây trên cao thuộc họ mây ti bởi vì lớp ẩm nơi các đám mây này hình thành là khá mỏng. Cuối cùng, loại virga tuyết là thường thấy hơn loại virga mưa do các tinh thể băng là rất nhỏ và không khí khô hơn vào mùa đông hơn là vào mùa hè.

## Ảnh hưởng thời tiết
Mặc dù virga không tạo ra mưa hoặc tuyết trên mặt đất, nó có thể có những tác động khác nhau đến hình thái thời tiết. Trước hết, virga tinh thể băng rủ xuống từ một đám mây ti có thể tạo điều kiện cho các loại mây khác ở các lớp dưới của tầng đối lưu phát triển, đặc biệt trong điều kiện một khối khí bị ép chuyển động lên độ cao cao hơn khi nó vượt qua địa hình trồi lên như núi.
Bởi vì mưa trong virga bị chuyển từ thể lỏng sang thể khí, nó lấy đi một nhiệt lượng đáng kể từ không khí do nhiệt hóa hơi lớn của nước. Lượng giáng thủy rơi vào những dòng không khí đi xuống này có thể cuối cùng sẽ tới được mặt đất. Trong một vài trường hợp, các khối không khí lạnh hơn có thể chìm xuống nhanh chóng, tạo ra một microburst ướt hoặc khô, có thể cực kỳ nguy hiểm cho hàng không. Ngược lại, lượng giáng thủy bị bốc hơi ở độ cao lớn có thể bị nén và nóng lên khi nó rơi xuống; dẫn đến một luồng gió hạ kích (downburst) mạnh, trong một vài trường hợp hiếm nó có thể làm nhiệt độ bề mặt tăng lên một cách đáng kể và nhanh chóng và không khí trở nên cực kỳ khô. Điều này có thể xảy ra khi virga hình thành từ một lượng mưa lớn bị bốc hơi từ đám mây dông tại những vùng khô hạn, chẳng hạn vùng Đại bình nguyên Bắc Mỹ.
Những khu vực không có giáng thủy dưới đám mây sẽ trở nên ấm hơn so với khu vực có virga. Sự khác biệt trong chuyển động đối lưu lên xuống của không khí giữa các khu vực này sẽ tạo ra các điều kiện dòng chảy rối dưới đám mây, có thể gây nguy hiểm cho máy bay.
Các virga có thể có một vai trò trong sự phát triển của các tế bào bão. Điều này là do các hạt nhỏ từ một đám mây có thể bị gió đưa tới vùng không khí siêu bão hòa lân cận và đóng vai trò làm hạt nhân ngưng tụ cho sự bắt đầu hình thành của đám mây dông tiếp theo.

## Ngoài Trái Đất

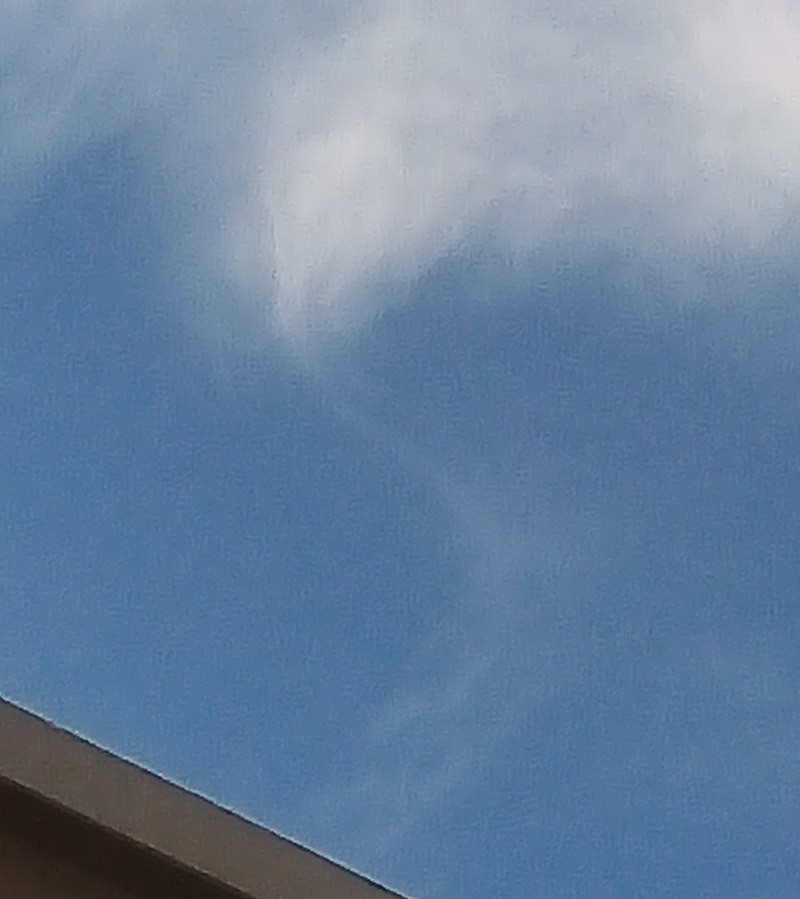
Virga dạng mây phễu

Mưa axit sulfuric trong khí quyển Sao Kim có thể bay hơi trước khi chạm đất do sức nóng cao gần bề mặt. Tương tự, virga xảy ra trên các hành tinh khí, chẳng hạn Sao Mộc. Tháng 9 năm 2008, tàu đổ bộ Phoenix của NASA đã phát hiện loại virga tuyết rơi xuống từ các đám mây của Sao Hỏa.